# Любч (Куявсько-Поморське воєводство)
Любч (пол. Lubcz) — село в Польщі, у гміні Роґово Жнінського повіту Куявсько-Поморського воєводства.
Населення — 401 особа (2011).
У 1975-1998 роках село належало до Бидгощського воєводства.

## Демографія
Демографічна структура станом на 31 березня 2011 року:
|          | Загалом | Допрацездатний вік | Працездатний вік | Постпрацездатний вік |
| -------- | ------- | ------------------ | ---------------- | -------------------- |
| Чоловіки | 193     | 44                 | 127              | 22                   |
| Жінки    | 208     | 51                 | 119              | 38                   |
| Разом    | 401     | 95                 | 246              | 60                   |